# رون لارسون (عداء سريع)
رون لارسون (بالسويدية: Rune Larsson)‏ هو عداء سريع سويدي، ولد في 17 يونيو 1924 في ستوكهولم في السويد، وتوفي بنفس المكان في 17 سبتمبر 2016.

## وصلات خارجية
- رون لارسون على موقع اللجنة الأولمبية الدولية (الإنجليزية)
- رون لارسون على موقع أوليمبيديا (الإنجليزية)
- رون لارسون على موقع اللجنة الأولمبية السويدية (السويدية)